# Schone handen
Schone handen is een Nederlandse misdaad-thriller uit 2015, geregisseerd door Tjebbo Penning. De film is gebaseerd op de gelijknamige misdaadroman uit 2007 van René Appel.

## Verhaal
Eddie en zijn gezin wonen in een luxe woning in Amsterdam-Zuid. Sylvia, de vrouw van Eddie, weet niet waar de inkomsten vandaan komen, maar klaagt daar niet over. Als op een dag de politie binnen komt vallen voor Eddie, wordt voor Sylvia duidelijk dat haar man een drugshandelaar is. Zij blijft Eddie trouw en bezorgt hem een vals alibi tegen de politie. Sylvia wil wel dat Eddie uit de drugshandel stapt. Eddie zegt dat hij afspraken met Willem de Zwijger heeft gemaakt en zich daaraan moet houden, maar hij belooft eruit te stappen. 
Op een gegeven moment raakt Sylvia's geduld op als Eddie er gewoon mee doorgaat. Ze verlaat hem samen met de kinderen, maar hierdoor komt ze nu echt in de problemen als ze de echte Eddie leert kennen.

## Rolverdeling
| Acteur                   | Personage          | Opmerkingen                           |
| ------------------------ | ------------------ | ------------------------------------- |
| Jeroen van Koningsbrugge | Eddie Kronenburg   |                                       |
| Thekla Reuten            | Sylvia Kronenburg  | vrouw van Eddie                       |
| Bente Fokkens            | Daphne Kronenburg  | dochter van Eddie en Sylvia           |
| Nino den Brave           | Yuri Kronenburg    | zoon van Eddie en Sylvia              |
| Teun Kuilboer            | Charlie Kronenburg | broer van Eddie                       |
| Angela Schijf            | Chantal            | oud-vriendin van Sylvia               |
| Cees Geel                | Brandsma           | hoofdinspecteur van politie           |
| Frederik Brom            | Tromp              | collega van Brandsma                  |
| Tjebbo Gerritsma         | Frans              | oud-zakenpartner van Eddie            |
| Jim van der Woude        | Willem de Zwijger  | mysterieus persoon van de drugsimport |
| Han Oldigs               | Maaswinkel         | zakenpartner van Eddie                |
| Bart Klever              | Disselhoek         | de huisadvocaat van Willem de Zwijger |
| Trudy de Jong            | Ma                 | de moeder van Sylvia                  |